# 瓜氏下鱵
瓜氏下鱵（学名：Hyporhamphus quoyi）为鱵科下鱵鱼属的鱼类，俗名鹤针鱼。分布于南达澳大利亚昆士兰以及台湾东北部到南海等海域等，属于暖水性近海鱼类。其主要栖息于中上层水域。该物种的模式产地在新几内亚。